# Andrzej Rosicki
Andrzej Rosicki (ur. 13 października 1814 we Władysławowie koło Konina, zm. 17 stycznia 1904 w Łodzi) – polski działacz samorządowy, prezydent miasta Łodzi.

## Życiorys
Pochodził z rodziny szlacheckiej, był synem Walentego i Marianny z Idzikowskich. Był żonaty z Anną z Robowskich (ur. 1829, zm. 1899), która była działaczką społeczną, przewodniczyła I Ochronce (charytatywnej społecznej instytucji opieki nad sierotami). Mieli dwie córki Józefę Konstancję (ur. 1859) i Antoninę Wiktorię (ur. 15 grudnia 1863 w Łodzi) oraz synów Jana Andrzeja Marcina (ur. 1857), Piotra Michała (ur. 1862 w Sochaczewie, zm. 28 maja 1908 w Łodzi) i Bolesława Zenona Napoleona Ignacego (ur. 9 lipca 1868 w Łodzi).
Najpierw był burmistrzem Sochaczewa. W 1862 przeniósł się do Łodzi, gdzie 16 grudnia 1862 został następcą Franciszka Traegera na stanowisku prezydenta Łodzi. Za udzielanie pomocy uczestnikom powstania styczniowego został – z inicjatywy naczelnika wojennego Łodzi pułkownika Aleksandra von Broemsena – usunięty z funkcji z dniem 15 lutego 1865.
Był współzałożycielem Towarzystwa Kredytowego Miejskiego w Łodzi, a od października 1872 do końca życia pełnił tam funkcję dyrektora.

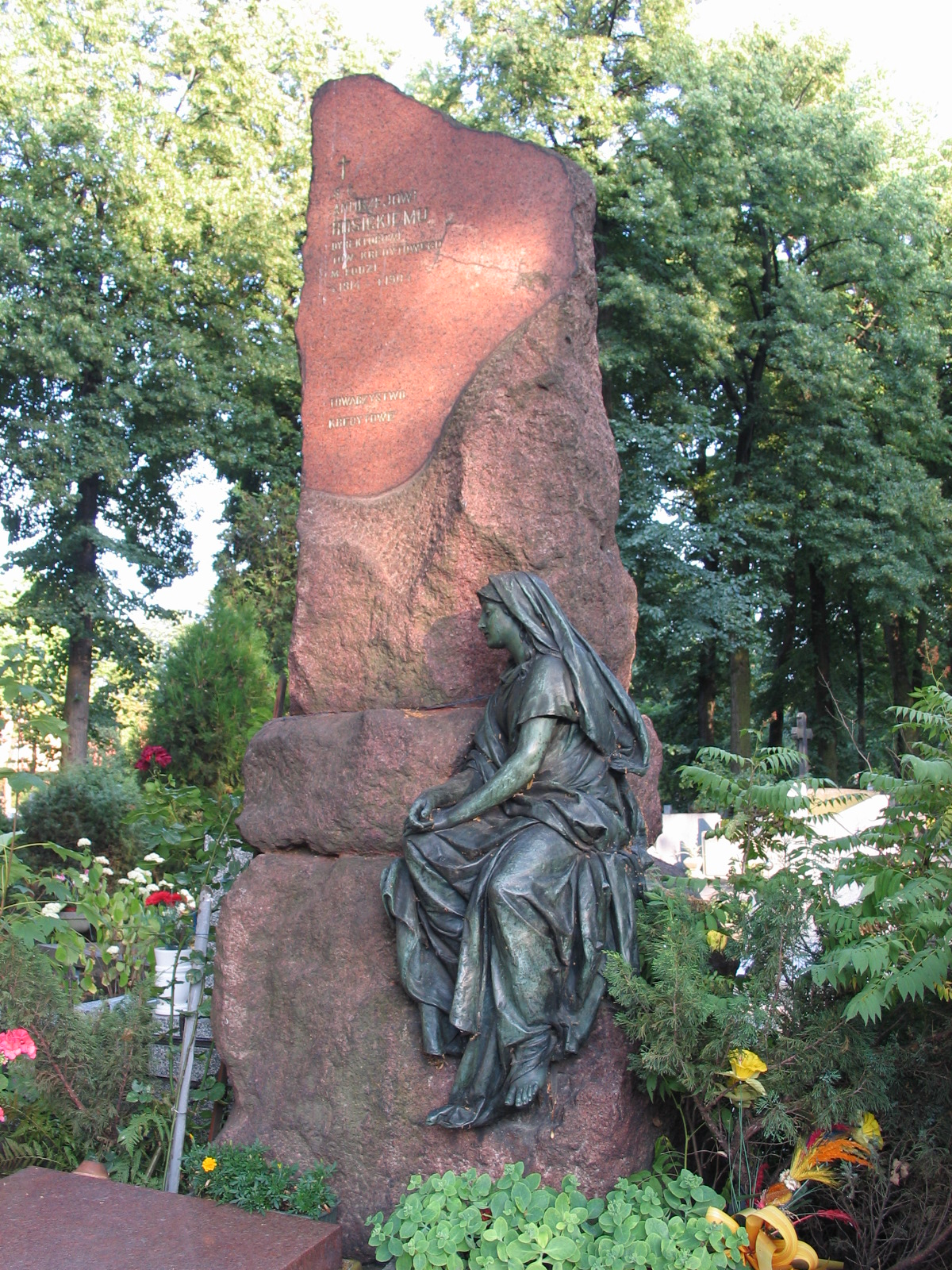
Grób Andrzeja Rosickiego na Starym Cmentarzu w Łodzi

Został pochowany na cmentarzu katolickim przy ul. Ogrodowej w Łodzi. Towarzystwo Kredytowe w Łodzi wystawiło mu tam granitowy pomnik.

## Upamiętnienie
W uznaniu zasług, jego imieniem nazwano jedną z ulic w Łodzi. Po wyremontowaniu skweru u zbiegu ulic A. Struga i al. T. Kościuszki powstał projekt nazwania go imieniem Andrzeja Rosickiego.